# Svenska Biljardförbundet
Der Svenska Biljardförbundet (kurz: SBF) ist der nationale schwedische Billardsportverband.

## Geschichte
Gegründet wurde der Verband 1940 und ist seit 1974 dem nationalen Sportverband Riksidrottsförbundet (RF) angeschlossen, in dessen Haus er auch seinen Sitz hat. Innerhalb der SBF werden die Disziplinen Karambolage, Poolbillard und Snooker praktiziert und verwaltet. Der SBF hält sich an die Statuten der RF und führt ihre Geschäfte in diesem Rahmen. Er vertritt die Gedanken der Billard- und Mitgliedsverbände innerhalb der RF aus nationaler Sicht. Er ist eine gemeinnützige Organisation und handelt nach deren Idee.

## Aufgaben
Wie alle Nationalverbände kümmert sich der SBF um die nationalen Belange seiner Mitglieder/Spieler, richtet Nationalmeisterschaften aus und entsendet bzw. nominiert Spieler für internationale Wettbewerbe wie Welt- und Europameisterschaften.

## Mitgliedschaften
- Union Mondiale de Billard (UMB)
- World Pool-Billiard Association (WPA)
- World Snooker Federation (WSF)
- International Billiards & Snooker Federation (IBSF)
- Confédération Européenne de Billard (CEB)
- European Pocket Billiard Federation (EPBF)
- Riksidrottsförbundet (RF)

## Übergeordnete Verbandsstruktur
|  |

|  |

|  |